# Hedwig Josephi
Hedwig Josephi (* 1. Februar 1884 in Kiel; † 28. April 1969 in Neumünster) war eine deutsche Malerin.

## Biografie

### Familie
Josephi war die Tochter von Heinrich Westphal und dessen Ehefrau Marie.
Sie war seit 1926 mit Ernst Hermann Josephi (* 23. Juli 1889 in Parchim; † 4. August 1933 ebenda), Sohn eines jüdischen Kaufmanns, verheiratet, der zwei Kinder in die Ehe brachte .

### Beruf
Josephi besuchte von 1904 bis 1905 die Malschule von Valeska Röver in Hamburg. In den darauffolgenden Jahren besuchte sie noch die Malschule von Georg Burmester und Fritz Stoltenberg in Kiel.
1908 wechselte sie nach München und studierte an der Damenakademie des Münchner Künstlerinnenvereins bei Max Feldbauer sowie an der Kunstgewerbeschule.
Nach dem Studium kehrte sie nach Kiel zurück, wo sie von 1912 bis 1922 die Burmestersche Malschule leitete.
Zwischenzeitlich war sie bei ihrem Ehemann in Parchim wohnhaft und wurde 1933 Kommandistin in dessen Firma K. F. MÜLLER & Co.
1934 zog sie, nach dem Tod ihres Mannes, nach Kiel in den Niemannsweg 69 um und war freischaffend als Malerin tätig.
Sie bevorzugte Darstellungen von Bauernkaten und war 1937 auf der Ausstellung "Kunstschaffen in Kiel" mit verschiedenen Landschaften, Ansichten von Straßenzügen und mit Figurenstudien vertreten.
Ihr weiterer Lebensweg ist unbekannt.
Die Grabstelle von Ernst-Hermann Josephi und seiner Frau Hedwig befindet sich noch heute auf dem Neuen Friedhof in Parchim. Es ist dort die einzige erhaltene Grabstelle einer jüdischen Familie. Daher erfolgte 2011 die Anerkennung als Ehrengrabstelle.

## Ausstellungen
- 1909: Ausstellung des Schleswig-Holsteinischen Kunstvereins
- 1910: Glaspalast in München
- 1917: Ausstellung des Schleswig-Holsteinischen Kunstvereins
- 1918: Ausstellung des Schleswig-Holsteinischen Kunstvereins
- 1922: Museum Flensburg
- 1937: "Kunstschaffen in Kiel" in Kiel

## Werke (Auswahl)
- Kulturamt Kiel: Bauerngehöfte; Ringelblumen in Vase; Narzissen in Vase.